# Pedro Omar
Pedro Omar (n. Zárate, Buenos Aires, 10 de octubre de 1898 - † Córdoba, 16 de julio de 1974) fue un futbolista argentino que se desempeñó durante la etapa amateur del fútbol de su país. No solo es recordado por su buen juego, sino también por su amabilidad, su respeto y su correcta manera de jugar. "Señor, acabo de cometer una falta que usted no divisó, haga el favor de cobrarla…", le dijo a un árbitro durante un partido entre la Selección Argentina y Uruguay.
El grueso de su carrera la cumplió en San Lorenzo de Almagro, equipo al que arribó desde Atlanta en 1919. En San Lorenzo debutó el 16 de marzo de 1919, y se consagró campeón en los años 1923, 1924 y 1927.
En el año 1931 dejó San Lorenzo para pasar a River con el que sólo disputó 2 partidos antes de abandonar su carrera como futbolista.
En 1946 se calzó el buzo de director técnico en dupla con Diego García. Esa dupla técnica fue la encargada de guiar al equipo que se consagró campeón ese mismo año.